# Институт (посёлок, Самухский район)
Институт (азерб. İnstitut), ранее в советских русскоязычных источниках — Институтский — посёлок в Самухском районе Азербайджана. Посёлок расположен в 2 км от узловой железнодорожной станции Гянджа.
Статус посёлка городского типа с 1963 года.  Основой  поселка  стали  два   учреждения :  АзНИХИ - Азербайджанский научно-исследовательский хлопковый  институт,  и  ЗакГМИС - Закавказская государственная машино-испытательная станция. В  АзНИХИ  проводились   научные   исследования  по  селекции  и  генетике   хлопчатника.  Было  большое  число  докторов  и кандидатов  наук.  В  ЗакГМИСе   проводились   зональные  испытания  по  всему  Азербайджану  сельскохозяйственной  техники  со  всех  предприятий  СССР:  комбайны,  трактора,  прицепная  техника. Исследовались  горюче-смазочные  материалы. Требования  к  специалистам  были  очень высокие. Первый  директор  Джаванширов Абдул Гамид оглы получил  образование  во  Франции.  Второй - Мирзоев  Эйюб  Самед оглы, кандидат наук,  позже  доцент  АзСХИ (Азербайджанский  сельскохозяйственный  институт). Главным  инженером  в  это  время  был  Мирзоян  Арамаис. С развалом  СССР  первоначальные   функции  этих  организаций  были  размыты  или  вообще  прекращены.
В поселке ЗакГМИС  родился  Мусаев Физули Иса оглы, 2-кратный чемпион мира по карате.
В полутора  километрах  от поселка  находится  религиозный комплекс «Имамзаде» - мавзолей, где похоронен шейх Ибрагим, Имамзаде,  сын имама Мухаммада аль-Бакира, потомка Али, зятя пророка Мухаммеда и первого шиитского имама.

## Население
| 1970 | 1979 | 1989 | 2011 |
| ---- | ---- | ---- | ---- |
| 1173 | 1430 | 2041 | 2000 |